# Bystrajgiszki (gmina)
Bystrajgiszki (alt. Bystragiszki) – dawna gmina wiejska istniejąca w XIX wieku w guberni suwalskiej. Siedzibą władz gminy były Bystrajgiszki (lit. Bestraigiškė).
Za Królestwa Polskiego gmina Bystrajgiszki należała do powiatu sejneńskiego w guberni suwalskiej. Jednostka została zniesiona w 1868 roku, a Bystrajgiszki włączone do gminy Sereje.